# Påssioakka
Påssioakka var en gudom i samisk religion. Hon var hemmets gudinna och beskyddare av kåtans bakre, heliga del. Hon gav också sitt tillstånd till skytte och jakt. 